# سيباستيان هالير
سيباستيان هولر (بالفرنسية: Sébastien Haller) (مواليد 22 يونيو 1994) هو لاعب كرة قدم إفواري يجيد اللعب في مركز الهجوم , ولعب لنادي آينتراخت فرانكفورت الألماني ويلعب حالياً لنادي بوروسيا دورتموند.
تحول إلى بطل في كوت ديفوار بعدما قاد منتخب البلاد إلى الفوز بكأس أمم إفريقيا 2023، وخطف الأضواء عقب رحلة صعبة عاشها بعد انتقاله من أياكس أمستردام إلى بوروسيا دورتموند، إذ عانى من السرطان قبل أن ينجح في التغلب عليه.

## أهدافه الدولية
| #  | التاريخ         | المكان                                        | المشاركة | الخصم                       | الهدف | النتيجة | المسابقة                        |
| -- | --------------- | --------------------------------------------- | -------- | --------------------------- | ----- | ------- | ------------------------------- |
| 1  | 12 نوفمبر 2020  | ملعب الحسن واتارا، أبيدجان، ساحل العاج        | 1        | مدغشقر                      | 2–0   | 2–1     | تصفيات كأس الأمم الإفريقية 2021 |
| 2  | 6 سبتمبر 2021   | ملعب الحسن واتارا، أبيدجان، ساحل العاج        | 6        | الكاميرون                   | 1–0   | 2–1     | تصفيات كأس العالم 2022          |
| 3  | 6 سبتمبر 2021   | ملعب الحسن واتارا، أبيدجان، ساحل العاج        | 6        | الكاميرون                   | 2–1   | 2–1     | تصفيات كأس العالم 2022          |
| 4  | 16 يناير 2022   | ملعب جابوما، دوالا، الكاميرون                 | 10       | سيراليون                    | 1–0   | 2–2     | كاس الامم الإفريقية 2021        |
| 5  | 24 مارس 2023    | ملعب السلام، بواكي، ساحل العاج                | 16       | جزر القمر                   | 2–0   | 3–1     | تصفيات كأس الأمم الإفريقية 2023 |
| 6  | 14 أوكتوبر 2023 | ملعب فيليكس هوفويت-بواني، أبيدجان، ساحل العاج | 19       | المغرب                      | 1–0   | 1–1     | ودية                            |
| 7  | 17 أوكتوبر 2023 | ملعب فيليكس هوفويت-بواني، أبيدجان، ساحل العاج | 20       | جنوب إفريقيا                | 1–1   | 1–1     | ودية                            |
| 8  | 17 نوفمبر 2023  | ملعب الحسن واتارا، أبيدجان، ساحل العاج        | 21       | سيشل                        | 1–0   | 9–0     | تصفيات كأس العالم 2026          |
| 9  | 7 فبراير 2024   | ملعب الحسن واتارا، أبيدجان، ساحل العاج        | 25       | جمهورية الكونغو الديمقراطية | 1–0   | 1–0     | كأس الأمم الأفريقية 2023        |
| 10 | 11 فبراير 2024  | ملعب الحسن واتارا، أبيدجان، ساحل العاج        | 26       | نيجيريا                     | 2–1   | 2–1     | كأس الأمم الأفريقية 2023        |

## روابط خارجية
- سيباستيان هالير على موقع الاتحاد الدولي (مؤرشف)  (الإنجليزية)
- سيباستيان هالير على موقع الاتحاد الأوربي (الإنجليزية)
- سيباستيان هالير على موقع رابطة كرة القدم الفرنسية للمحترفين (الإنجليزية)
- سيباستيان هالير على موقع إي إس بي إن إف سي (الإنجليزية)
- سيباستيان هالير على موقع قاعدة بيانات كرة القدم.إي يو (الإنجليزية)
- سيباستيان هالير على موقع ليكيب (الفرنسية)
- سيباستيان هالير على موقع ناشيونال فوتبول تيمز (الإنجليزية)
- سيباستيان هالير على موقع Soccerbase.com (لاعب) (الإنجليزية)
- سيباستيان هالير على موقع Soccerway.com (الإنجليزية)
- سيباستيان هالير على موقع عالم كرة القدم.نت (الإنجليزية)
- Sébastien Haller